# Tokyo Eiga
La Tokyo Eiga è una società di produzione e distribuzione cinematografica giapponese. Appena creata era controllata della Toho (fondata nel 1952). In seguito questa venne chiusa nel 1983, e rifondata successivamente con il nome completo di Tokyo Eiga Shinsha.
A suo tempo produsse anche registi famosi come Kōzō Saeki.